# Sven Andersson
Sven Tommy Andersson (n. Strömstad, Suecia, 6 de octubre de 1963) es un exfutbolista sueco. Se desempeñaba en la posición de portero y militó en diversos clubes de Suecia e Inglaterra.

## Selección nacional
Fue internacional con la selección de fútbol de Suecia en solo una ocasión. Además, participó con la selección sueca, en Copa del Mundo de 1990 que se realizó en Italia, donde su selección quedó eliminado en la primera fase. En esa cita mundialista, Andersson fue suplente de Thomas Ravelli, en los 3 partidos de la selección sueca, en la cita mundialista de Italia. Además, también formó parte de la selección sueca, que disputó los Juegos Olímpicos de Seúl 1988, donde la selección sueca quedó eliminada en los cuartos de final.

### Participaciones en Copas del Mundo
| Mundial              | Sede   | Resultado      |
| -------------------- | ------ | -------------- |
| Copa Mundial de 1990 | Italia | Fase de grupos |

### Participaciones en Juegos Olímpicos
| Juegos Olímpicos           | Sede          | Resultado        |
| -------------------------- | ------------- | ---------------- |
| Juegos Olímpicos Seúl 1988 | Corea del Sur | Cuartos de final |

## Clubes
| Club            | País       | Año         |
| --------------- | ---------- | ----------- |
| IFK Strömstad   | Suecia     | 1978 - 1979 |
| Örgryte         | Suecia     | 1980 - 1991 |
| IFK Strömstad   | Suecia     | 1991 - 1992 |
| Helsingborgs    | Suecia     | 1993 - 2001 |
| West Ham United | Inglaterra | 2001 - 2002 |